# Coelogyne steenisii
Coelogyne steenisii är en orkidéart som beskrevs av Johannes Jacobus Smith.
Coelogyne steenisii ingår i släktet Coelogyne och familjen orkidéer. Inga underarter finns listade i Catalogue of Life.